# NGC 3312
NGC 3312是一個巨大且傾角很大的螺旋星系，位於長蛇座，距離地球約1億9400萬光年。
天文學家約翰·赫歇爾於1835年3月26日發現NGC 3312。後來，天文學家紀堯姆·比古爾當於1887年2月26日重新發現。
NGC 3312後來被認為是IC 629，因為這兩個天體共享基本上相同的天球座標。NGC 3312是長蛇座星系團中最大的螺旋星系，也被歸類為低電離星系核星系。

## 外部連結
- WikiSky上关于NGC 3312的内容：DSS2, SDSS, GALEX, IRAS, 氢α, X射线, 天文照片, 天图, 文章和图片